# Савульч
Савульч — река на полуострове Камчатка в России. Протекает по территории Мильковского района. Длина реки — 19 км.
Начинается на склоне горы Савульч в составе Широкого хребта. Течёт по дуге, сначала на северо-запад, потом на юго-запад по местности, поросшей берёзовым лесом. Впадает в реку Беме справа на расстоянии 1 км от её устья.
Основной приток — река Акахунь — впадает слева около устья.
По данным государственного водного реестра России относится к Анадыро-Колымскому бассейновому округу.
Код водного объекта — 19070000112120000013925.